# Otacílio Raínho
Otacílio Rainho foi  professor e diretor do Ginásio Vasco da Gama no Rio de Janeiro, onde também dirigia o grupo de escoteiros, e  um marqueteiro casual. Durante a Campanha do Petróleo criou seu mais famoso bordão: O petróleo é nosso! . Foi um dos fundadores e membro da Academia Luso-Brasileira de Letras  . Foi o responsável pelas aulas do Curso Prático de Português do Colégio do Ar  (programa educativo que ia ao ar de março a dezembro, pela radio emissora PRA-2), era professor de Português e de Francês, e médico. Escreveu vários livros didáticos.